# Swagger

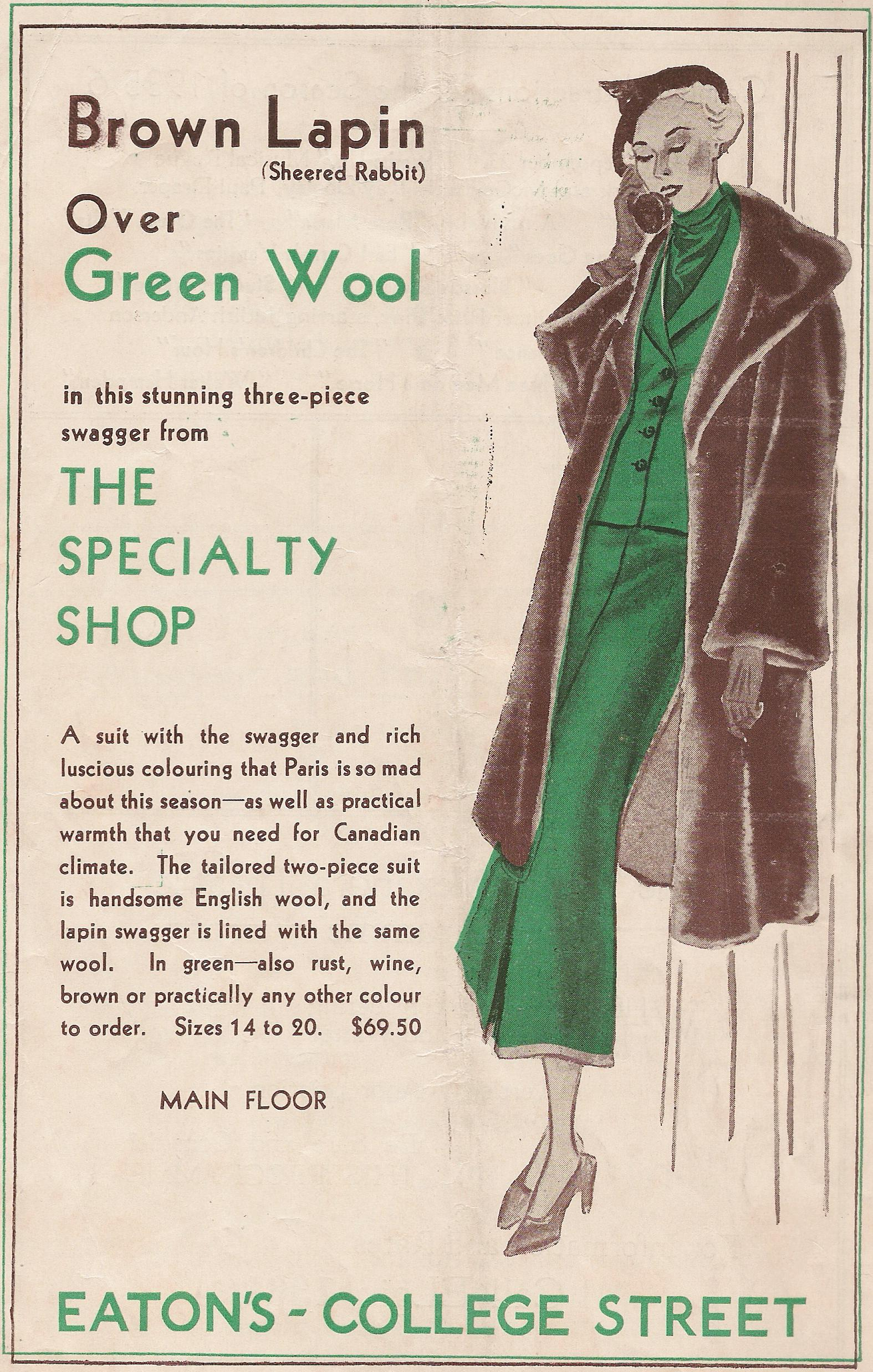
damkappa av typ Swagger

För albumet av Flogging Molly, se Swagger (musikalbum)
Swagger, är en trekvartslång, A-formad, vid, raglanskuren damjacka eller kappa med riklig vidd baktill. Blev mode 1952 och hängde med i 1960-talsmodet.